# Bombo
För andra betydelser, se Bombo (olika betydelser).
Bombo är en låt av den norska sångerskan Adelén som var med i Norsk Melodi Grand Prix 2013 som släpptes den 30 januari 2013. Låten är skriven av Ina Wroldsen och Quiz & Larossi och har genren pop, danspop och latinopop.
Låten vann OGAE Second Chance Contest 2013 med 151 poäng.

## Listplaceringar
| Lista (2013)        | Topplaceringar |
| ------------------- | -------------- |
| Norska singellistan | 1              |

### Fotnoter
1. ↑  ”Adelén - "Bombo"”. Norwegiancharts.com. http://norwegiancharts.com/showitem.asp?interpret=Adel%E9n&titel=Bombo&cat=s. Läst 14 februari 2013.